# 田中裕介 (映像作家)
田中 裕介（たなか ゆうすけ、1978年 - ）は、日本のグラフィックデザイナー、映像作家。Caviar所属。

## 人物
神奈川県出身。多摩美術大学グラフィック科卒業後、2001年にピラミッドフィルムに入社。
以降、CM、MVなどのディレクターを手掛ける。
MVA'07にて、BEST DIRECTORを受賞した。

## ミュージック・ビデオ
- SOUL'd OUT「イルカ」
- 平井堅「バイマイメロディー」「CANDY」「怪物さん feat. あいみょん」
- LOONIE 「虹」
- Superfly「Dancing On The Fire」
- APOGEE「夜間飛行」「ゴースト・ソング」「グッド・バイ」「1.2.3」
- AYUSE KOZUE「boyfriend」「eyes to eyes」「SANDAE LOVE」「When I wish upon a star」
- 安室奈美恵「ROCK STEADY」「Do Me More」「Defend Love」
- RIP SLYME 「Good Day adidas originals remix by DJ FUMIYA」
- Galileo Galilei 「僕から君へ」
- サカナクション「バッハの旋律を夜に聴いたせいです。」「夜の踊り子」「さよならはエモーション」「新宝島」「多分、風。」「忘れられないの」「怪獣」
- Perfume 「Spring of Life」「Spending all my time」「未来のミュージアム」「Sweet Refrain」「FLASH」「Time Warp」「ポリゴンウェイヴ」「Spinning World」「Cosmic Treat」「巡ループ」
- TOWA TEI with BAKUBAKU DOKIN「WORDY」
- きゃりーぱみゅぱみゅ「Crazy Party Night 〜ぱんぷきんの逆襲〜」[1]
- CHAI「N.E.O.」
- Number_i「Blow Your Cover」
- 米津玄師「毎日」

## CM
- パルコ 2012年夏キャンペーン「あれもしたい、これもしたい。夏の欲。」
- パルコ グランバザール 「パルコアラ篇」
- KIRIN キリンチューハイ 氷結
- P&G Vidal Sassoon「Fashion × Music × Vidal Sassoon 70s」「SHOW GIRL」
- Canon IXY「キレイ劇的。」「続・キレイ劇的。」
- 日産 CUBE「インテリア」
- アサヒ WONDA BODY SHOT「登場」
- ホーチキ 「カゴの鳥＋ハムスター」